# Dominot
Ne doit pas être confondu avec Domino.
« Antonio Iacono » redirige ici. Pour les autres significations, voir Iacono.
Dominot (nom de scène d'Antonio Iacono, né à Tunis en 1930 et mort à Velletri le 17 octobre 2014) est un acteur, mime, chanteur et transformiste italien.
Ce travesti remarqué pour son rôle dans La dolce vita de Federico Fellini a été pendant de nombreuses années une figure de l'avant-garde romaine.

## Biographie
Antonio Iacono est né à Tunis dans une famille d'immigrés siciliens de Caltanissetta. Il y étudie le théâtre. Très jeune déjà, il se travestit en femme, dans le local nommé Pochinierre, car la patronne ne pouvait pas embaucher de femmes à cause de motifs tirés de la religion musulmane.
Vers vingt ans, il va à Paris, où il se forme au métier d'acteur auprès de l'Académie de théâtre avec Jacques Toulsa de la Comédie Française. Pour payer ses études, il fait des spectacles de strip-tease chez Madame Arthur et chante au Carrousel.
Par la suite, il se produit aussi à Téhéran, ville où il vit pendant une courte période.
À la fin des années 1950, il s'établit définitivement à Rome, où il fréquente la café society décrite dans le film La dolce vita, sans cacher son homosexualité. Il y fréquente entre autres Giò Stajano et Vinicio Diamanti (it).
En 1958, il rencontre Federico Fellini, qui l'engage pour un rôle dans le film La dolce vita.
Dans les années 1960, il se dédie au théâtre d'avant-garde, avec le réalisateur Giancarlo Nanni.
En 1984, il ouvre un local à Rome, Il baronato quattro bellezze, où il s'exhibe en travesti en chantant le grand répertoire de la musique française d'auteur, d'Edith Piaf à Juliette Gréco. Natalia Ginzburg dit de lui : « Il chante certaines chansons d'Edith Piaf avec les gestes et les attitudes de Piaf. ».
En 2005, il retourne sur le grand écran grâce à Abel Ferrara qui lui fait dire le générique de début de Mary et jouer en 2007 dans Go Go Tales.

## Filmographie
- 1960 : La dolce vita de Federico Fellini
- 1976 : Nina de Vincente Minnelli
- 1976 : Salon Kitty (Salon Kitty) de Tinto Brass
- 2005 : Mary d'Abel Ferrara
- 2007 : Go Go Tales d'Abel Ferrara

## Théâtre
- 1974 : Kiss me, Kate
- 1981 : Naked
- L'Éveil du printemps
- A come Alice
- Assoli assemble

### Crédit d'auteurs
- (it) Cet article est partiellement ou en totalité issu de l’article de Wikipédia en italien intitulé « Dominot » (voir la liste des auteurs).